# フォーティセカンド・ストリート・スタジオ 〜グリーティング・ギャラリー〜
フォーティセカンド・ストリート・スタジオ 〜グリーティング・ギャラリー〜（英: 42nd Street Studio: Greeting Gallery）は、ユニバーサル・スタジオ・ジャパンにあるキャラクター・グリーティング施設である。ニューヨーク・エリアの一角に位置し、スヌーピー（『ピーナッツ』）やミニオン（『怪盗グルー』シリーズ）など人気キャラクターとの写真撮影をプライベートな空間で楽しめる有料アトラクションとして2019年にオープンした。2024年のハロウィーン期間にはオリジナルキャラクター「ハミクマ」を用いた特別イベントも実施されるなど、期間限定の催しにも活用された。2025年8月18日をもって営業を終了する予定であり、約6年半にわたる運営期間に幕を下ろすこととなっている。

## 概要
ニューヨーク・エリアに位置する同施設は、「アートギャラリー」をテーマにデザインされており、内部はスヌーピーとミニオン専用の2つの部屋（アトリエ）に分かれている。各部屋ではそれぞれベレー帽を被ったスヌーピー、絵の具まみれのエプロンを着けたミニオンといった、この施設でしか見られない特別なコスチュームのキャラクターがゲストを出迎え、カメラマンがグリーティングの様子を撮影する。撮影終了後、ゲストは撮影された中から気に入った写真を2枚選び、オリジナルデザインのフォトフォルダー（台紙）に入れて受け取ることができる。また選択した写真データは後日ダウンロード可能。フォーティセカンド・ストリート・スタジオの利用は有料で、1グループ（最大10名）につきキャラクター1体との撮影がセットになったグリーティング・フォト券を購入する形式となっている。料金は開業当初3,000円（税込）に設定され、その後の価格改定を経て2020年代には4,000円（税込）となっている。グリーティング・フォト券は事前に公式ウェブサイトで日時指定で購入（予約）でき、当日現地でのスタンバイ（空き状況によって当日参加）にも対応している。

## 製作背景と導入経緯
「フォーティセカンド・ストリート・スタジオ 〜グリーティング・ギャラリー〜」は、既存のストリート・グリーティングでは得られない「より間近で心通わせるふれあいを楽しみたい」というゲストの声に応える形で企画された。従来のキャラクター・グリーティングが屋外で不特定多数のゲストと触れ合う形式だったのに対し、本施設では有料化と引き換えに人気キャラクターを“ひとり占め”できるインタラクティブな体験を提供することを狙いとしている。施設のコンセプトは「今話題のアーティストたちがこぞって展覧会を開く有名なギャラリー」であり、スヌーピーとミニオンが人気アーティストに扮して自身のアトリエにゲストを招待し、作品作りを披露するという設定が与えられている。企画段階からパーク側は「常に新たなインスピレーションを探しているキャラクターたちが、もしかするとゲストに作品作りを手伝ってもらうかもしれない」といった演出も示唆しており、ゲスト参加型で思い出を作るフォトサービスとして位置付けられた。
本施設の導入は2018年末に発表され、2019年1月18日にユニバーサル・スタジオ・ジャパンのニューヨーク・エリアにグランドオープンした（先行予約は2018年12月11日より公式サイトで受付）。オープン当初から登場キャラクターはミニオンとスヌーピーの2種類で、以降基本的な運用は両キャラクターによる常設グリーティングとなっている。2020年には新型コロナウイルス感染症流行の影響でパークの一時休業・入場制限があったものの、本施設も営業休止期間を経て運営を再開した。2021年にパーク開業20周年を迎えた際には、館内の装飾が20周年記念バージョンに変更され、期間限定デザインの背景やフォトアルバムで記念写真を撮影できる特別仕様が施された。またこの年からグリーティング時のキャラクターとの接触（ハグ等）についても、一部制限が緩和されている。
2024年にはハロウィーン・ホラー・ナイト期間（9月～11月）限定で、本施設が期間限定イベント「死んでも写るのdeath！ ハミクマ・グリーティング・フォト」の会場として使用された（詳細は後述）。そして開業から6年が経過した2025年5月、ユニバーサル・スタジオ・ジャパン公式サイト上で本施設を2025年8月18日（月）をもってクローズすることが発表された。クローズ後はパーク公式の「キャラクターフォト」サービス一覧からも当該施設が削除される予定であり、ニューヨーク・エリアにおける一連の大型アトラクション終了（『アメージング・アドベンチャー・オブ・スパイダーマン・ザ・ライド』、クリスマス・ツリー展示など）に続く動きとして注目されている。

## 死んでも写るのdeath！ ハミクマ・グリーティング・フォト
2024年の秋季イベント「ハロウィーン・ホラー・ナイト」では、9月8日から11月5日までの期間限定で本施設が 「死んでも写るのdeath！ ハミクマ・グリーティング・フォト」 の会場となった。このイベントでは、ユニバーサル・スタジオ・ジャパンが開発したオリジナルキャラクター「ハミクマ」もしくはその魂の化身「ハミクマソウル」のいずれかと、プライベート空間で写真撮影ができる特別なグリーティング・フォト・サービスが提供された。
ハミクマは2021年に初登場した不気味で可愛らしいクマのゾンビであり、ハロウィーン期間にしか会えない人気キャラクターとなっている。本イベントではゲストはチケット購入時に「death（ハミクマ）」か「birth（ハミクマソウル）」かを選択し、それぞれ異なる雰囲気の部屋でキャラクターと対面する。部屋の扉が開くと目前に現れるハミクマ／ハミクマソウルと触れ合い、専属カメラマンが撮影する様子は「究極のグリーティング」とも評された。撮影後、選択した写真は通常同様に台紙に入れて渡されるが、特典としてハミクマ（またはハミクマソウル）単独のソロショット写真やデジタルフォトも提供され、予約者にはオリジナルフォトカードも配布された。
このグリーティングは従来のスヌーピー／ミニオンのグリーティングとは異なる趣向であり、ハロウィーン・ホラー・ナイトにおける新たな目玉体験となった。なお、ハミクマおよびハミクマソウルとのグリーティング・フォトは2025年のハロウィーン・シーズンにも再度実施される予定であると報じられている。